# Intel I/O Acceleration Technology
Die Intel I/O Acceleration Technology (Intel I/OAT) ist eine technologische Entwicklung zur Beschleunigung der Ein- und Ausgabe (I/O), mit der die neuen Server ausgestattet sind, die einen  Xeon-Dualcore-Prozessor der Firma Intel verwenden. Es handelt sich dabei um eine Änderung der Hardwarearchitektur, bei der Teile der Verarbeitung des Netzwerkprotokolls vom Netzwerk-Controller und Chipsatz übernommen werden, was den Hauptprozessor entlastet. Bei Servern, die I/OAT enthalten, müssen Intel Gigabit-LAN-Schnittstellen bereits auf dem Mainboard integriert sein. Die Architektur dient der Umstellung von Gigabit-Ethernet (GbE) auf 10-Gigabit-Ethernet (10GbE). So sollen die Leistungsfähigkeit, Skalierbarkeit, Zuverlässigkeit und Wirtschaftlichkeit durch den Einsatz von Intel I/OAT massiv gesteigert werden.

## Wozu wird Intel I/OAT benötigt?
Der heutige Netzwerkdatenverkehr überfordert seit einigen Jahren zunehmend die I/O-Leistungsreserven der meisten Server. Die dadurch entstandene Leistungslücke wächst mit den Fortschritten der Netzwerkkommunikation und den steigenden Anforderungen durch die Transaktionsverarbeitung.
Zur Lösung dieses Problems wurde im Mai 2006 mit der Serverplattform Bentsley die Intel I/O Acceleration Technology eingeführt und ist seitdem in sämtlichen Intel XEON-CPUs implementiert. Zunächst war I/OAT hardwareseitig ausschließlich mit Intels eigenen Chipsätzen und Ethernet-Karten kompatibel und lauffähig. Doch bereits ein paar Monate später ermöglichte Intel auch anderen Herstellern, die Technologie unter dem Namen „QuickData“ zu nutzen und sie für den breiten Einsatz in möglichst vielen Umgebungen zu optimieren. Intel selbst hat es sich zum Ziel gesetzt, mit I/OAT dem heutigen und künftigen Datenverkehr gerecht zu werden. Im heutigen GbE-Betrieb können (in der Theorie) lediglich maximal 125 MB Daten pro Sekunde übertragen werden.

## Funktionsweise
Intel wählte bei I/OAT einen ganzheitlichen Plattform-Ansatz und verteilt den Prozess der Datenverarbeitung auf die Einzelkomponenten, welche die Plattform ausmachen – den Prozessor, den Chipsatz, den Netzwerk-Controller und die Software. I/OAT erhöht den Datendurchsatz bei virtuellen und realen Netzwerktransfers und senkt die Prozessorbelastung teilweise erheblich. Im Gegensatz zu den bisherigen TOEs (TCP Offload Engines) übernimmt I/OAT die komplette Verarbeitung des Protokolls und auch den System-Overhead sowie die Speicherverwaltung.
I/OAT beinhaltet unter anderem eine integrierte und verbesserte DMA-Engine, die einen schnelleren Datentransfer ermöglicht, ein optimierter und Multi-Threading-tauglicher TCP/IP-Stack mit geringerem Overhead und schnelleren Reaktionszeiten, sowie einige andere Techniken zur Beschleunigung auf Plattformebene und Erhöhung der Skalierbarkeit. Das Framework entlastet den Prozessor dadurch von zahlreichen Aufgaben bei der Verwaltung des Netzwerkverkehrs. Die Technologie skaliert derzeit problemlose mit bis zu acht Gigabit-Ethernet-Ports.
I/OAT setzt softwareseitig spezielle Betriebssysteme wie Windows Server (ab NT-Kernel 5.2) oder Linux (ab Kernel-Version 2.6.18.) voraus.
Die Verlässlichkeit und erhöhte Sicherheit der I/OAT ergibt sich zum einen aus der ausschließlichen Nutzung der vertrauenswürdigen TCP/IP-Stacks unter den o. g. Betriebssystemen und zum anderen aus dem verwendeten Stateless-TCP-Offload, der die eingerichteten LAN-Funktionen wie VLAN und Teaming aufrechterhält.
Daraus resultieren insgesamt weniger Risiken und zugleich ein geringerer Aufwand für den IT-Support.

### Vorzüge
- Verbesserte DMA-Engine für schnelleren Datentransfer bis zum doppelten maximalen Datendurchsatz
- Ein optimierter TCP-Stack mit bis zu 40 % geringerem CPU-Overhead ermöglicht schnellere Reaktionen der gesamten Anwendung
- Beschleunigung auf Plattformebene durch eine problemlose Skalierung von bis zu acht Gigabit-Ethernet-Ports
- Dank guter Plattformskalierbarkeit steigt mit der Leistungsfähigkeit der CPU die I/O-Leistung
- Weniger Risiken für den IT-Support durch Nutzung der vertrauenswürdigen TCP/IP-Stacks von Windows Server 2003 und Linux
- Erhaltung eingerichteter LAN-Funktionen wie VLAN und Teaming durch Stateless-TCP-Offload
- I/OAT ist ein Standardmerkmal bei Intel Ethernet-Adaptern, womit ein Mehrpreis bei integrierten LAN-Schnittstellen und Netzwerkkarten entfällt